# 2008년 추계 천황상
2008년 추계 천황상은 중앙경마의 G1급 중상경주 천황상의 138번째 대회이자 추계 천황상의 69번째 대회로, 2008년 11월 2일에 도쿄 경마장에서 개최되었다.
보드카가 다이와 스칼렛 등을 제치고 우승을 차지했다.

## 출전마 정보
| 마번 | 경주마            | 성별 | 연령 | 기수              | 배당률 (인기 순위) |
| ---- | ----------------- | ---- | ---- | ----------------- | ------------------ |
| 1    | 아사쿠사 킹스     | 수컷 | 4세  | 후지오카 유스케   | 21.2 (6)           |
| 2    | 딥 스카이         | 수컷 | 3세  | 시이 히로후미     | 4.1 (3)            |
| 3    | 에어 셰이디       | 수컷 | 7세  | 고토 히로키       | 33.6 (8)           |
| 4    | 어드마이어 모나크 | 수컷 | 7세  | 이와타 야스나리   | 69.4 (13)          |
| 5    | 사쿠라 메가 원더  | 수컷 | 5세  | 후쿠나가 유이치   | 32.1 (7)           |
| 6    | 에리모 해리어     | 거세 | 8세  | 요시다 유타카     | 201.8 (17)         |
| 7    | 다이와 스칼렛     | 암컷 | 4세  | 안도 가쓰미       | 3.6 (2)            |
| 8    | 팝 록             | 수컷 | 7세  | 우치다 히로유키   | 40.1 (9)           |
| 9    | 어드마이어 후지   | 수컷 | 6세  | 가와다 유가       | 57.9 (12)          |
| 10   | 킹스 트레일       | 수컷 | 6세  | 기타무라 히로시   | 109.2 (16)         |
| 11   | 하이어 게임       | 수컷 | 7세  | 시바타 요시토미   | 84.4 (15)          |
| 12   | 타스카타 소르테   | 수컷 | 4세  | 크리스토프 르메르 | 20.6 (5)           |
| 13   | 오스미 그래스 원  | 수컷 | 6세  | 에비나 마사요시   | 43.1 (10)          |
| 14   | 보드카            | 암컷 | 4세  | 다케 유타카       | 2.7 (1)            |
| 15   | 토센 캡틴         | 수컷 | 4세  | 올리비에 펠리에   | 71.5 (14)          |
| 16   | 컴퍼니            | 수컷 | 7세  | 요코야마 노리히로 | 52.8 (11)          |
| 17   | 드림 저니         | 수컷 | 4세  | 이케조에 겐이치   | 14.6 (4)           |

## 경주의 진행
결승선 통과 후, 1·2위마와 3·4위마가 사진 판정 대상이 되었다. 심의 결과, 1·2위마는 코 차이로 보드카(14번)가 1위, 다이와 스칼렛(7번)이 2위가 되었으며, 3·4위마는 코 차이로 딥 스카이(2번)가 3위, 컴퍼니(16번)가 4위가 되었다.

## 경주 결과
| 순위 | 마번 | 경주마            | 시간       | 도착차                              |
| ---- | ---- | ----------------- | ---------- | ----------------------------------- |
| 1    | 14   | 보드카            | 1:57.2 (R) | -                                   |
| 2    | 7    | 다이와 스칼렛     | 1:57.2     | 코                                  |
| 3    | 2    | 딥 스카이         | 1:57.2     | 목                                  |
| 4    | 16   | 컴퍼니            | 1.57.2     | 코                                  |
| 5    | 3    | 에어 셰이디       | 1:57.3     | 목                                  |
| 6    | 5    | 사쿠라 메가 원더  | 1:57.5     | 1마신                               |
| 7    | 13   | 오스미 그래스 원  | 1:57.5     | 머리                                |
| 8    | 1    | 아사쿠사 킹스     | 1:57.7     | {\displaystyle 1{\frac {1}{2}}}마신 |
| 9    | 10   | 킹스 트레일       | 1:57.7     | 코                                  |
| 10   | 17   | 드림 저니         | 1:58.0     | {\displaystyle 1{\frac {3}{4}}}마신 |
| 11   | 9    | 어드마이어 후지   | 1:58.0     | 코                                  |
| 12   | 4    | 어드마이어 모나크 | 1:58.2     | {\displaystyle 1{\frac {1}{2}}}마신 |
| 13   | 6    | 에리모 해리어     | 1:58.3     | 목                                  |
| 14   | 8    | 팝 록             | 1:58.3     | 목                                  |
| 15   | 11   | 하이어 게임       | 1:58.4     | {\displaystyle {\frac {3}{4}}}마신  |
| 16   | 15   | 토센 캡틴         | 1:58.6     | 1마신                               |
| 17   | 12   | 타스카타 소르테   | 1:58.8     | 1마신                               |

- R: 신기록